# Apostasia parvula
Apostasia parvula ist eine Art aus der Gattung Apostasia in der Familie der Orchideen (Orchidaceae). Die krautigen, 10 bis 20 cm großen Pflanzen sind nur aus Borneo bekannt.

## Beschreibung
Apostasia parvula bildet ein Rhizom von etwa 1 mm Durchmesser, es wird von trockenen, 4 Millimeter langen Niederblättern umhüllt. Die Wurzeln haben einen Durchmesser von 0,5 mm. Die dicht angeordneten Laubblätter sind linealisch geformt, sie enden spitz. Ihre Länge beträgt 3 bis 5,4 cm bei einer Breite von 1 bis 1,5 mm. Die Blattspreite enthält elf bis 13 Längsadern, von denen drei deutlich hervortreten.
Der Blütenstand ist endständig, er ist aufrecht und überragt die Blätter deutlich. Blühende und fruchtende Exemplare wurden von August bis Dezember gefunden. Der Blütenstand ist einfach oder wenig verzweigt, jede Blütenstandsachse trägt fünf bis elf Blüten. Diese sind gelb und messen 1 bis 1,4 cm. Die Tragblätter sind dreieckig bis lanzettlich, 1,5 bis 9 mm lang und 0,5 bis 1,5 mm breit, sie enden in einer 0,1 bis 0,2 mm langen fadenförmigen Spitze. Der Fruchtknoten ist 1 cm lang bei einem Durchmesser von 1 mm, an der Spitze ist er gebogen. Sepalen und Petalen unterscheiden sich kaum, sie sind jeweils 3,8 bis 4 mm lang und 0,6 bis 0,7 mm breit, zurückgebogen, und sie besitzen eine kleine aufgesetzte Spitze. Die Lippe ist von den anderen Blütenblättern nicht zu unterscheiden. Die Säule besteht aus zwei fruchtbaren Staubblättern, einem Staminodium und dem Griffel, die alle am Grund miteinander verwachsen sind. Statt des Staminodiums ist häufig ein drittes fruchtbares Staubblatt vorhanden. Die Säule ist 1 mm lang und deutlich gebogen. Die freie Teil der Staubfäden ist 0,4 mm lang, der freie Teil des Griffels 2 mm, er trägt am Ende die leicht dreilappige Narbe. Die entstehende Kapselfrucht misst 11 mm in der Länge und 1 bis 1,5 mm im Durchmesser.

## Vorkommen
Apostasia parvula ist im Osten und Westen Borneos verbreitet. Die Standorte liegen im Schatten von Primärwäldern.

## Botanische Geschichte
Apostasia parvula wurde 1906 von Rudolf Schlechter erstmals beschrieben. Innerhalb der Gattung Apostasia ordnet de Vogel Apostasia parvula in die Sektion Apostasia ein; diese Pflanzen besitzen im Gegensatz zur Sektion Adactylus ein Staminodium.